# Alena Amialiusik
Alena Amialiusik, née le 6 février 1989 à Babrouïsk, est une cycliste biélorusse, professionnelle depuis 2012 et membre de l'équipe Velocio-SRAM. Elle est notamment double championne du monde du contre-la-montre par équipes en 2015 et 2018, ainsi que la première lauréate des Jeux européens sur route.

## Biographie
Elle pratique la gymnastique durant sa jeunesse. Elle fait également de l'athlétisme et du duathlon, discipline où elle remporte un titre national.
Alena Amialiusik réalise ses premiers résultats en 2007. Elle termine troisième du championnat d'Europe du contre-la-montre juniors et termine troisième de la course en ligne et du contre-la-montre lors de ses championnats nationaux. L'année suivante, associée à Aksana Papko et Tatsiana Sharakova, elle termine quatrième de la poursuite par équipes lors des championnats du monde sur piste. Toujours en 2008, elle termine neuvième neuvième de la course aux points et sixième du scratch lors des championnats d'Europe espoirs. Lors des années suivantes, elle prend régulièrement place dans le Top 10 des championnats nationaux. En 2010, elle devient vice-championne de Biélorussie sur route.
C'est en 2011 qu'elle remporte ses premières victoires. Elle devient double championne de Biélorussie (contre-la-montre et course sur route), ainsi que vice-championne d'Europe sur route espoirs derrière la Russe Larisa Pankova. En 2012, elle conserve son titre national du contre-la-montre et se classe deuxième du Tour féminin en Limousin et quatrième de l'Emakumeen Bira. Elle remporte également le prologue de la Route de France.
Elle prend la quinzième place des Jeux olympiques de Londres. En 2013, elle participe à son premier Tour d'Italie qu'elle termine dixième. Elle remporte également, la deuxième étape du Tour de l'Ardèche, un contre-la-montre. Elle gagne à nouveau les deux championnats de Biélorussie.
En parallèle de sa pratique du cyclisme, elle mène des études. Elle a ainsi un diplôme en science du sport obtenu à Minsk et étudie depuis 2014 le droit à l'université nationale biélorusse. Elle habite la majeure partie de l'année en Italie près de Bergame.
L'année suivante, elle commence sa saison en Amérique du Sud. Elle remporte plusieurs victoires, dont deux étapes du Tour du Salvador où elle finit deuxième du classement général. Elle se classement également troisième au sprint du Trofeo Alfredo Binda-Comune di Cittiglio, son premier podium en coupe du monde. Sur la cinquième étape du Tour de l'Ardèche, elle attaque dès le premier col et se trouve dans un groupe d'une dizaine de coureuses. Elle part seule sur la fin de l'étape et s'impose.

### 2015
En 2015, elle chute au Tour de Drenthe après s'être échappée en solitaire durant quelques kilomètres. Lors du Trofeo Alfredo Binda-Comune di Cittiglio, deuxième manche de la Coupe du monde, elle termine cinquième du sprint. Au Tour des Flandres, elle suit le groupe de tête et se classe sixième. À l'Energiewacht Tour, elle remporte avec ses coéquipières le contre-la-montre par équipes.
Fin avril, elle participe au Gracia Orlova et y gagne la première étape après avoir été emmenée dans la montée finale par le reste de l'équipe. Au Tour de Californie, Alena Amialiusik se trouve dans le groupe de tête lors de la première étape, puis attaque dans la dernière ascension, seulement suivie par Katherine Hall. Cette dernière place un démarrage à quatre cent mètres de l'arrivée pour s'imposer. La Biélorusse est deuxième. Elle termine septième de la deuxième étape et cinquième du classement général final. Sur la Winston-Salem Cycling Classic, elle s'échappe avec Amber Neben. Elle attaque l'Américaine dans la dernière côte et s'impose en solitaire. La Philadelphia Cycling Classic se joue dans la dernière ascension du mur de Manayunk. Elle s'y classe troisième, battue par Lizzie Armitstead et Elisa Longo Borghini. Fin juin, elle remporte la première édition des Jeux européens et conserve ses deux titres de championne de Biélorussie : sur route et du contre-la-montre.
Aux championnats du monde, avec sa formation Velocio-SRAM, elle est sacrée championne du monde du contre-la-montre par équipes. Elle est ensuite huitième sur l'épreuve individuelle. Sur l'épreuve en ligne, elle suit les meilleures et termine huitième du sprint pour la victoire.

### 2016
Au Boels Ladies Tour, lors du contre-la-montre par équipes, la formation se classe deuxième, trente-trois secondes derrière l'équipe Boels Dolmans. Alena Amialiusik est cinquième de la difficile troisième étape et remonte à la quatrième place du classement général. Barbara Guarischi est sixième de la quatrième étape. Lors de la dernière étape qui se déroule à Fauquemont et monte plusieurs fois le Cauberg, Alena Amialiusik se classe troisième derrière Katarzyna Niewiadoma et Ellen van Dijk. Cela lui permet de monter sur le podium de l'épreuve.
Mi-septembre, elle participe aux championnats d'Europe sur route. Sur la course en ligne, elle se préserve pour le final. Dans la dernière ascension de la côte de Cadoudal, elle suit l'accélération de Katarzyna Niewiadoma avec Anna van der Breggen, Elisa Longo Borghini et Rasa Leleivytė. Elle se classe quatrième au sprint.

### 2017
À la Classique Morbihan puis au Grand Prix de Plumelec, Alena Amialiusik se classe deuxième derrière Ashleigh Moolman,.

### 2018

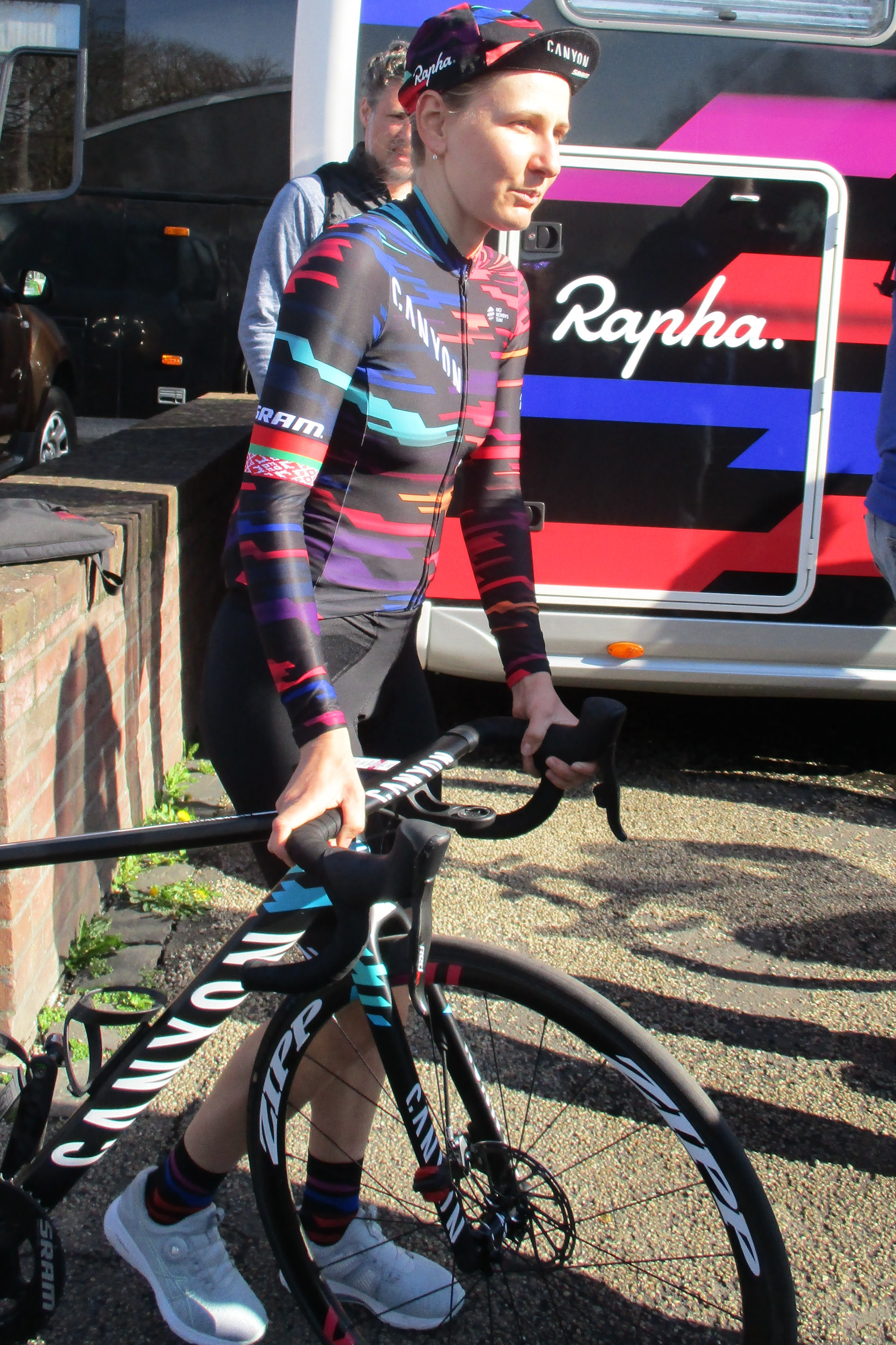
Au départ de l'Amstel Gold Race 2018

Aux Strade Bianche, sur le plus long secteur pavé, l'équipe Boels Dolmans se place en tête.  Alena Amialiusik accélère et est suivie par Chantal Blaak et Ellen van Dijk. Leur avance monte à quarante secondes à trente-quatre kilomètres de l'arrivée. Elles sont finalement revues par le reste du peloton dans le secteur pavé numéro six,. Lors du Trofeo Alfredo Binda, au sommet de l'avant dernier passage de la côte d'Orino, Alena Amialiusik, Ane Santesteban et Elinor Barker attaquent. Cette dernière ne parvient pas à suivre les deux autres au bout de quelques kilomètres. Au passage sur la ligne suivant, les deux échappées ont vingt-huit seconde d'avance sur la Britannique et vingt-cinq supplémentaires sur le peloton. Dans Orino, Megan Guarnier et Malgorzata Jasinska sortent de ce groupe afin de réaliser la jonction avec les deux coureuses de tête. Les quatre athlètes coopèrent bien et entame le dernier tour avec une minute d'avance. Au pied de la dernière ascension de Casale, l'avance est de trente secondes. Dans celle-ci, les favorites Katarzyna Niewiadoma, Elisa Longo Borghini et Chantal Blaak accélèrent et reviennent immédiatement sur la tête de course. Le groupe de tête se reforme néanmoins avec douze unités. Tout doit se décider dans la dernière ascension d'Orino. Dans celle-ci, Alena Amialiusik attaque de nouveau mais sans succès. Elle se classe finalement cinquième,.
Sur la deuxième étape du Tour de Yorkshire, tout se décide dans la montée finale. Alena Amialiusik est deuxième derrière Megan Guarnier. Au classement général, elle prend la troisième place,. Aux championnats nationaux, elle réalise le doublé : route et contre-la-montre. Elle conclut la saison par une victoire lors des championnats du monde de contre-la-montre par équipes.

### 2019
Aux championnats du monde, Alena Amialiusik est neuvième du contre-la-montre individuel. Sur la course en ligne, elle est dix-huitième,.

### 2020
Alena Amialiusik prend la huitième place des championnats d'Europe du contre-la-montre.
Au Tour des Flandres, après le Taienberg, Riejanne Markus et Alena Amialiusik profite de l'accalmie pour partir. Elles arrivent au pied du Kruisberg, soit à trente kilomètres du but, avec cinquante-deux secondes d'avance. Au sommet, Chantal Blaak attaque, l'accélération reprend les deux échappée. Alena Amialiusik  est sixième de la course. Alice Barnes est sixième du sprint aux Trois Jours de La Panne.

### 2021

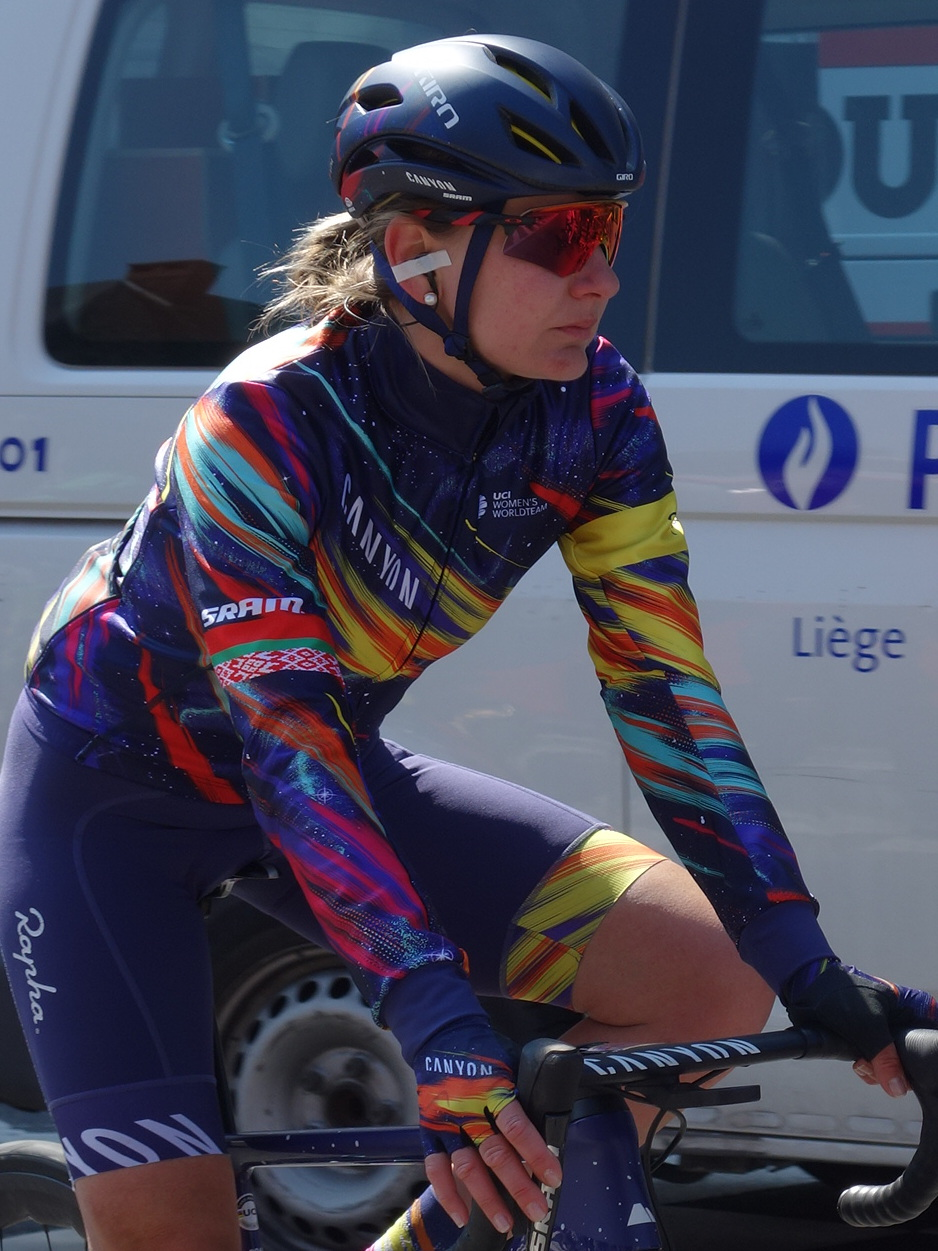
À Liège-Bastogne-Liège

Elle est échappée sur les Strade Bianche et le Trofeo Alfredo Binda-Comune di Cittiglio.
Au Tour de Belgique, Alena Amialiusik attaque dans le dernier kilomètre de la deuxième étape  et s'impose seule. Elle conclut l'épreuve à la cinquième place.
Au Grand Prix de Plouay, à soixante-dix kilomètres de l'arrivée, Jade Wiel et Alena Amialiusik attaquent. Elles obtiennent près de trois minutes d'avance. À cinquante kilomètres de l'arrivée, un groupe de poursuite se forme avec Elise Chabbey. À quarante-trois kilomètres de l'arrivée, Amialusik décide de poursuivre seule. À vingt-deux kilomètres du but, Mavi Garcia et Elisa Longo Borghini reviennent sur Alena Amialiusik. Un regroupement général a néanmoins lieu à quinze kilomètres de l'arrivée.
Aux championnats du monde, sur le contre-la-montre, Alena Amialiusik se classe dixième.

## Palmarès

### Palmarès par années
| - 2006 - 7e du championnat du monde sur route juniors - 2007 - Médaillée de bronze du championnat d'Europe du contre-la-montre juniors - 3e du championnat de Biélorussie sur route - 3e du championnat de Biélorussie du contre-la-montre - 9e du championnat d'Europe sur route juniors - 2009 - 3e du championnat de Biélorussie du contre-la-montre - 9e du championnat d'Europe sur route espoirs - 2010 - 2e du championnat de Biélorussie sur route - 2011 - Championne de Biélorussie sur route - Championne de Biélorussie du contre-la-montre - Médaillée d'argent du championnat d'Europe sur route espoirs - 7e du championnat d'Europe du contre-la-montre espoirs - 2012 - Championne de Biélorussie du contre-la-montre - 1re étape de la Route de France féminine (contre-la-montre) - 2e du Tour féminin en Limousin - 3e du championnat de Biélorussie sur route - 3e du Grand Prix GSB - 10e du Tour des Flandres - 2013 - Championne de Biélorussie sur route - Championne de Biélorussie du contre-la-montre - 2e étape du Tour du Salvador (contre-la-montre par équipes) - 2e étape du Tour de l'Ardèche (contre-la-montre) - 2e du Tour du Salvador - 2e du Grand Prix GSB - 3e du Tour du Languedoc-Roussillon - 4e du Grand Prix de Plouay - 5e de la Route de France - 7e de la Flèche wallonne - 10e du Tour d'Italie - 2014 - Championne de Biélorussie sur route - Championne de Biélorussie du contre-la-montre - 4e étape du Tour du Costa Rica - Grand Prix du Salvador - 1re et 2e étapes du Tour du Salvador - 5e étape du Tour de l'Ardèche - 2e de la Route de France - 2e du Grand Prix GSB - 2e du Tour du Salvador - Médaillée de bronze au championnat du monde du contre-la-montre par équipes - 3e du Tour du Costa Rica - 3e du Trofeo Alfredo Binda-Comune di Cittiglio - 9e du Grand Prix de Plouay - 2015 - Championne du monde du contre-la-montre par équipes - Médaillée d'or de la course en ligne aux Jeux européens - Championne de Biélorussie sur route - Championne de Biélorussie du contre-la-montre - 2e étape secteur a de l'Energiewacht Tour (contre-la-montre par équipes) - Gracia Orlova : - Classement général - 1re étape - Winston-Salem Cycling Classic - 2e du contre-la-montre par équipes de l'Open de Suède Vårgårda - 3e de la Philadelphia Cycling Classic - 5e du Trofeo Alfredo Binda-Comune di Cittiglio - 6e du Tour des Flandres - 8e du championnat du monde du contre-la-montre - 8e du championnat du monde sur route - 8e de la course en ligne des Jeux européens - 9e de la Flèche wallonne | - 2016 - 1re étape de Gracia Orlova - Médaillée d'argent au championnat du monde du contre-la-montre par équipes - 2e du championnat de Biélorussie du contre-la-montre - 3e de la Philadelphia Cycling Classic - 3e de Gracia Orlová - 3e du Boels Ladies Tour - 3e du Tour d'Émilie - 4e du championnat d'Europe sur route - 4e du championnat d'Europe du contre-la-montre - 5e du Trofeo Alfredo Binda-Comune di Cittiglio - 10e du championnat du monde du contre-la-montre - 10e du Tour d'Italie - 10e du Grand Prix de Plouay - 2017 - 2e de La Classique Morbihan - 2e du GP de Plumelec - 8e du Tour de Californie - 2018 - Championne du monde du contre-la-montre par équipes - Championne de Biélorussie sur route - Championne de Biélorussie du contre-la-montre - 3e du Tour de Yorkshire - 5e du Trofeo Alfredo Binda-Comune di Cittiglio - 2019 - 1re étape du Tour d'Italie (contre-la-montre par équipes) - 2e du championnat de Biélorussie du contre-la-montre - 2e du contre-la-montre par équipes de l'Open de Suède Vårgårda - 3e du championnat de Biélorussie sur route - 5e de la course en ligne des Jeux européens - 8e de Liège-Bastogne-Liège - 9e du championnat du monde du contre-la-montre - 2020 - 6e du Tour des Flandres - 8e du championnat d'Europe du contre-la-montre - 2021 - 2e étape du Tour de Belgique - 8e du championnat d'Europe sur route - 10e du championnat du monde du contre-la-montre |

### Résultats sur les grands tours

#### Tour d'Italie
12 participations
- 2012 : 12e
- 2013 : 10e
- 2014 : 14e
- 2015 : 18e
- 2016 : 9e
- 2018 : non partante (5e étape)
- 2019 : 24e
- 2020 : 36e
- 2021 : 15e
- 2022 : 21e
- 2024 : 72e
- 2025 : abandon (8e étape)

#### Tour de France
2 participations :
- 2022 : 19e
- 2023 : 43e

#### Tour d'Espagne
2 participations
- 2024 : 23e
- 2024 : abandon (8e étape)

### Classements mondiaux
| Année                                 | 2009 | 2010 | 2011 | 2012 | 2013 | 2014 | 2015 | 2016 | 2017 | 2018 | 2019 | 2020 | 2021 | 2022 | 2023 | 2024 |
| ------------------------------------- | ---- | ---- | ---- | ---- | ---- | ---- | ---- | ---- | ---- | ---- | ---- | ---- | ---- | ---- | ---- | ---- |
| Classement UCI                        | 200e | 232e | 60e  | 21e  | 14e  | 10e  | 11e  | 21e  | 56e  | 58e  | 77e  | 63e  | 72e  | 200e | 294e | 469e |
| Coupe du monde                        | nc   | nc   | nc   | 38e  | 16e  | 19e  | 7e   |      |      |      |      |      |      |      |      |      |
| UCI World Tour                        |      |      |      |      |      |      |      | 12e  | 73e  | 56e  | 60e  | 40e  | 107e | 88e  | 163e | 216e |
|                                       |      |      |      |      |      |      |      |      |      |      |      |      |      |      |      |      |
| Légende : nc = non classéSource : UCI |      |      |      |      |      |      |      |      |      |      |      |      |      |      |      |      |

## Palmarès sur piste

### Championnats du monde
- Manchester 2008
  - 4e de la poursuite par équipes
- Pruszkow 2009
  - 11e de la poursuite par équipes
  - 13e du scratch

### Championnats d'Europe
| Édition / Épreuve       | Omnium | Scratch | Course aux points |
| Pruszków 2008 (espoirs) |        | 6e      | 9e                |
| Minsk 2009 (espoirs)    |        | 8e      | 10e               |
| Anadia 2011 (espoirs)   | 9e     | 7e      | 8e                |